# Christ Church College (Oxford)
Christ Church és un dels col·legis més grans de la Universitat d'Oxford, Anglaterra. Es troba a Saint Aldates Oxford OX1 1DP. La seva església és la catedral de la Diòcesi d'Oxford. El college està constituït pel Christ Chuch Hall, que és el gran menjador, la Christ Church Cathedral, que és l'església, un jardí principal intern, les aules i les residències. També té una gran extensió de terreny plena de camps al seu voltant.

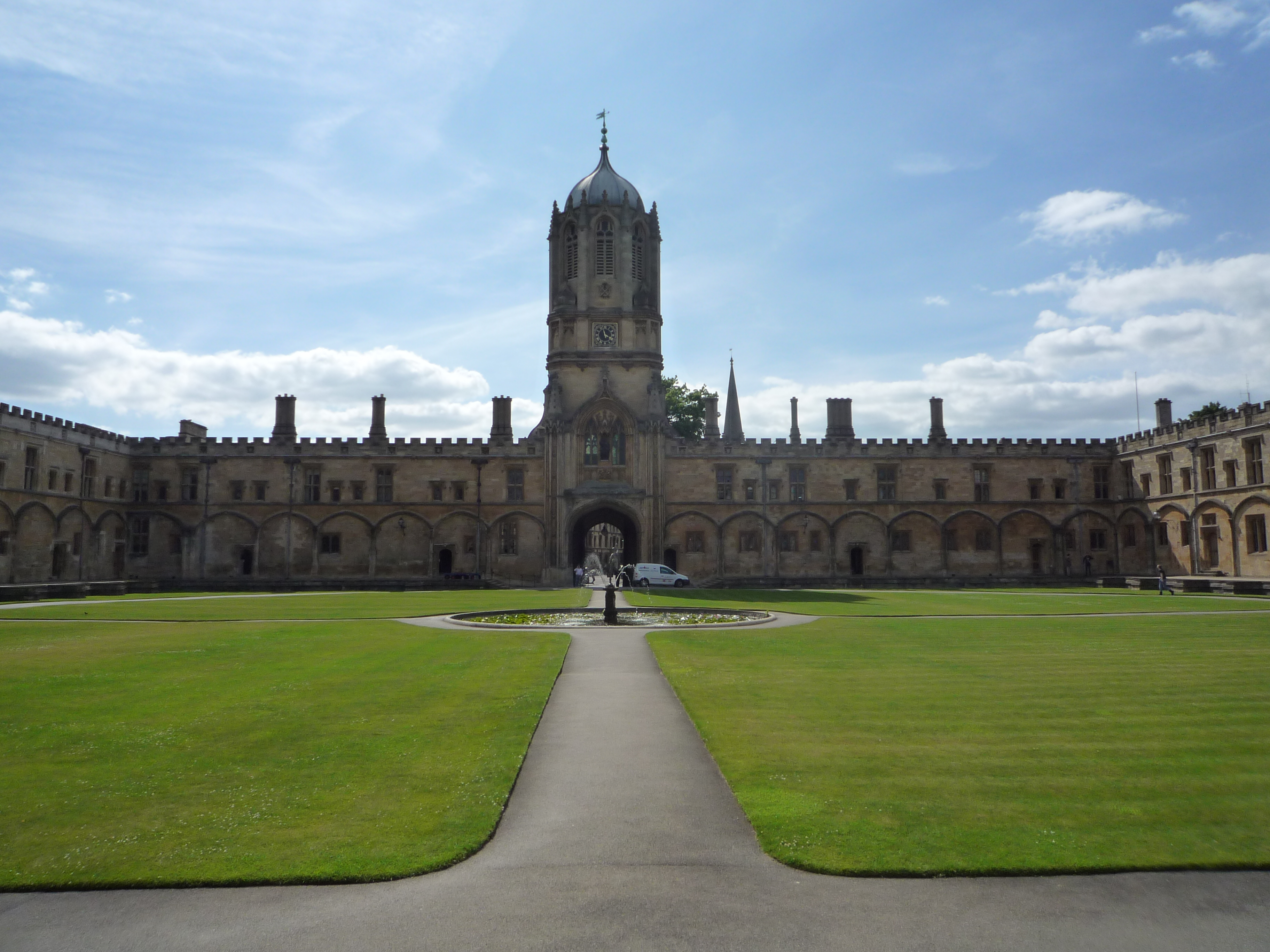
Christ Church, Oxford 2

## Història
El Christ Church va ser fundat pel cardenal Wolsey l'any 1524 amb el nom de Cardenal's college. Es va construir al lloc on hi havia un antic monestir de monjos agustins. L'estil de la catedral és normand i anglès primitiu del segle xii, té una teulada d'agulla construïda el 1230 que és la primera de Gran Bretanya. El cardenal Wolsey va deixar la construcció inacabada el 1529. El 1532 el college va ser refundat pel rei Enric VIII d'Anglaterra. El rei va decidir que l'església del college fos la catedral d'Oxford i va posar-li el nom actual.

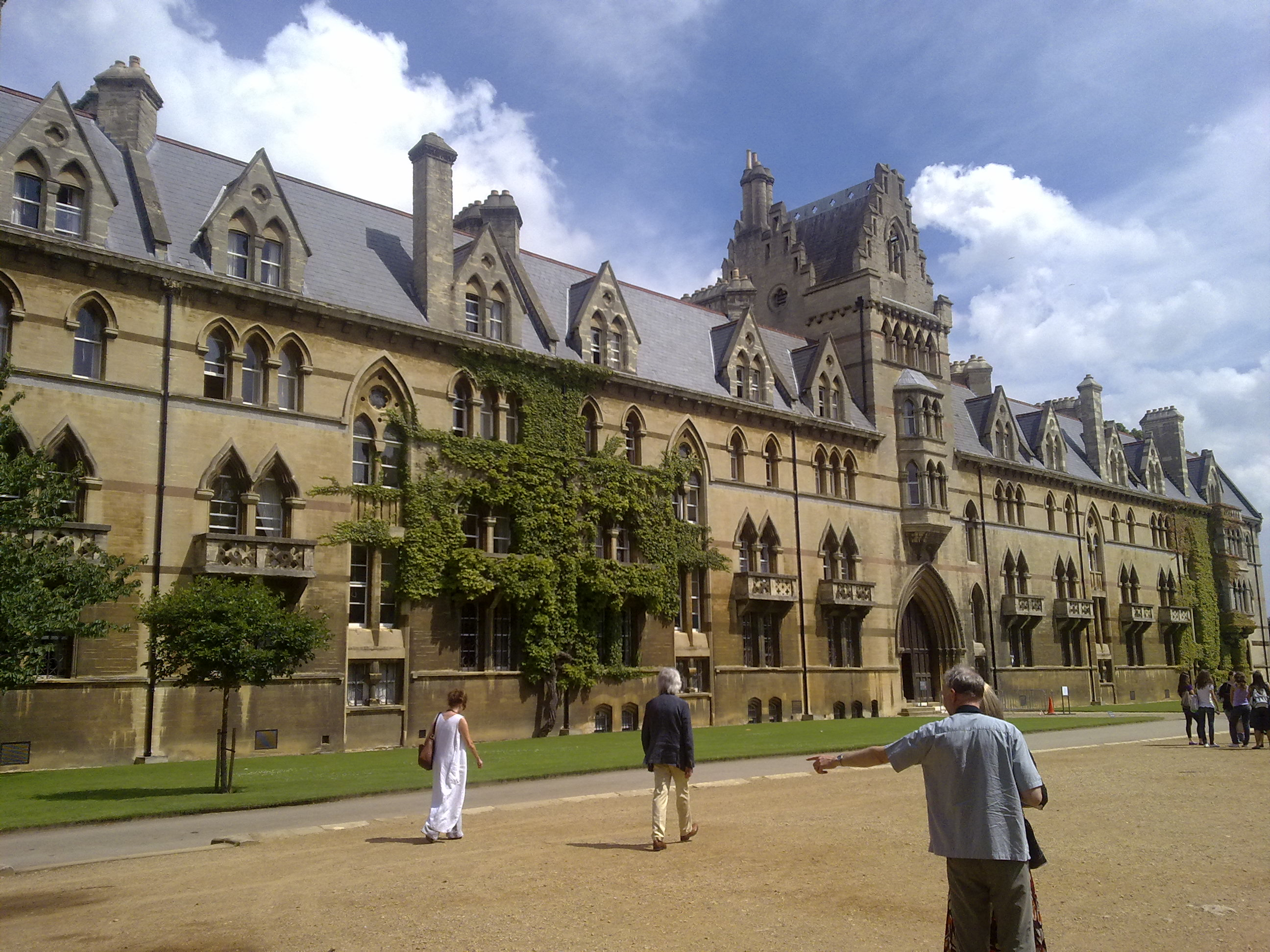
The Meadow Building, Christ Church Oxford

## Personatges associats
Per Christ Church hi han passat molt personatges importants del Regne Unit, com ara John Locke, Robert Hooke, Henry Aldrich, John Wesley, Robert Peel, William Gladstone, W.H. Auden, David Dimbleby, Rowan Williams, Richard Curtis i Howard Goodall. També hi va estar. però per un període curt. Albert Einstein. Per Christ Church hi han passat 13 primers ministres del Regne Unit.

## Cor
Té una molt famós i prestigiós cor format per 12 homes, 16 nens i 2 orgues. La meitat dels homes són professionals, i els altres, estudiants. Els nens hi són entre els 8 i 13 anys i han sigut escollits per les seves habilitats musicals.

## Pel·lícules
S'hi han gravat pel·lícules com ara Harry Potter, The Golden Compass (llums del nord) i Alice in Wonderland (Alícia al país de les meravelles). Christ Church va tenir molta relació amb la història d'Alícia al país de les meravelles, escrita per Lewis Carroll (pseudònim de Charles Dodgson), catedràtic de matemàtiques d'aquest college. Carroll va explicar aquesta famosa història inventada per ell a la filla del rector del college, Alícia, i després la va escriure.